# Northway
Northway est une localité d'Alaska (CDP) aux États-Unis, appartenant à la Région de recensement de Southeast Fairbanks. Sa population était de 71 habitants en 2010.

## Géographie

### Situation
Northway est située sur la rive est de la rivière Nabesna, à 80 km de Tok, le long de la Route de l'Alaska, à proximité de l'aéroport, à 68 km de la frontière avec le Yukon, dans le Refuge faunique national de Tetlin.
Northway est composée de trois lieux : Northway Junction, Northway où se trouve l'aéroport, et l'ancien village Northway Village situé 3 km au nord.

### Démographie
| 1950 | 1960 | 1970 | 1980 | 1990 | 2000 | 2010 | - |
| ---- | ---- | ---- | ---- | ---- | ---- | ---- | - |
| 196  | 196  | 40   | 73   | 123  | 95   | 71   | - |

### Climat
Les températures extrêmes vont de −58 °C en hiver à 33 °C en été.
| Mois                                  | jan.     | fév.     | mars     | avril    | mai      | juin    | jui.    | août     | sep.     | oct.     | nov.     | déc.     | année    |
| ------------------------------------- | -------- | -------- | -------- | -------- | -------- | ------- | ------- | -------- | -------- | -------- | -------- | -------- | -------- |
| Température minimale moyenne (°C)     | −30,1    | −26,6    | −22,2    | −8,4     | 1,1      | 7,1     | 9,1     | 6,4      | −0,1     | −9,9     | −22,9    | −28,5    | −10,4    |
| Température moyenne (°C)              | −25,2    | −20      | −13,2    | −0,5     | 8,4      | 14      | 15,5    | 12,8     | 6,2      | −4,9     | −18,2    | −23,8    | −4,1     |
| Température maximale moyenne (°C)     | −20,3    | −13,4    | −4,2     | 7,4      | 15,8     | 20,9    | 21,9    | 19,2     | 12,5     | 0,1      | −13,4    | −19,1    | 2,3      |
| Record de froid (°C) date du record   | −58 1952 | −57 1979 | −49 1956 | −41 1944 | −17 1964 | −4 2006 | 0 1981  | −11 1987 | −21 1983 | −38 1996 | −48 1989 | −53 1956 | −58 1952 |
| Record de chaleur (°C) date du record | 6 2009   | 9 1943   | 13 2016  | 23 2003  | 31 1947  | 33 2019 | 31 1955 | 31 2021  | 26 1982  | 20 2003  | 6 1979   | 11 1999  | 33 2019  |
| Précipitations (mm)                   | 20,6     | 21,6     | 14,7     | 15,2     | 22,4     | 35,6    | 59,9    | 67,1     | 48,5     | 26,4     | 23,1     | 23,4     | 378,5    |
| dont neige (cm)                       | 35,6     | 40,1     | 25,1     | 13,5     | 3,8      | 0       | 0       | 0        | 8,9      | 31       | 47       | 47,5     | 252,5    |
| Nombre de jours avec précipitations   | 9,1      | 9,9      | 7,8      | 6,2      | 8,6      | 11,4    | 13,4    | 15,2     | 12,9     | 12,4     | 10,7     | 11,4     | 129      |
| Nombre de jours avec neige            | 10,5     | 10,8     | 8,6      | 5        | 1,3      | 0       | 0       | 0        | 2,6      | 11,1     | 11,8     | 12,6     | 74,3     |

## Histoire
Les environs de Northway ont été peuplés par les Athabaskans qui trouvaient leur subsistance le long des rivières Chisana et Nabesna. Le développement de la ville actuelle est dû à l'aéroport qui a été construit pendant la Seconde Guerre mondiale, afin d'établir un réseau d'approvisionnement entre le Canada et l'Aalaska, et à la construction de la Route de l'Alaska. La poste a ouvert en 1941.
Actuellement, une partie de la population qui n'est plus représentée par les ethnies autochtones travaille à l'aéroport, aux douanes, tandis qu'un motel, un magasin d'alimentation et plusieurs organismes locaux assurent la subsistance du reste des habitants.